# Monostiolum
Monostiolum là một chi ốc biển, là động vật thân mềm chân bụng sống ở biển trong họ Buccinidae.

## Các loài
Các loài trong chi Monostiolum gồm có:
- Monostiolum fumosum Watters, 2009[2]
- Monostiolum harryleei Garcia, 2006[3]
- Monostiolum nocturnum Watters, 2009[4]
- Monostiolum tessellatum (Reeve, 1844)[5]
- Monostiolum weberi (Watters, 1983)[6]